# Paradiala supraflecta
Paradiala supraflecta is een slakkensoort uit de familie van de Dialidae. De wetenschappelijke naam van de soort is voor het eerst geldig gepubliceerd in 1956 door Laseron.